# پس دانشن کامگ
پُس دانشن کامگ یا پسر آرزومند دانش متن کوچکی است، مانند شکند گمانیک وزار، که اصل آن به پارسی میانه از میان رفته و فقط تحریر پازندش در دست است. پسری دربارهٔ دلیل بستن کستی یا کمربند دینی زردشتیان از پدرش پرسش می‌کند و پدر بدو پاسخ می‌دهد و در ضمن پاسخ بعضی مسائل اصولی زرتشتی مانند ثنویت مورد بحث قرار می‌گیرد. انسان که جهان کوچک است مانند جهان بزرگ به دو قسمت خوب و بد تقسیم می‌شود. بخش بالای بدن اهورایی و بخش پایین بدن اهریمنی است و کمربند حد فاصل این دو است. زبان این متن و نوع استدلالات آن شباهت بسیاری به شکند گمانیک وزار (اواخر سده سوم هجری) دارد و به احتمال بسیار هم زمان با آن نوشته شده‌ است.  